# Tina Brower-Thomas
Tina Louise Brower-Thomas es una investigadora estadounidense especializada en nanotecnología y materiales cuánticos y defensora de la educación CTIM. Es directora de educación en el Centro de Materiales Cuánticos Integrados y directora ejecutiva de su sucursal de la Universidad Howard.

## Biografía

### Primeros años
Sus padres fueron William A. Brower, conocido por su trabajo detrás del escenario en la comunidad de jazz de Washington D. C., y Anita Hillman Brower, que trabajaba en la Facultad de Farmacia de la Universidad de Howard. Asistió a las escuelas públicas del condado de Montgomery. Se interesó por la química desde temprana edad; cuando era joven, intentaba inventar sus propias soluciones de limpieza, en algunos casos arruinaba el piso de su cocina y le hacía agujeros a su abrigo. Su madre fomentó sus intereses proporcionándole un equipo de química y llevándola a los laboratorios de la Universidad Howard.
Recibió una licenciatura en química de la Universidad Howard. Luego asistió a la Universidad Politécnica (ahora Escuela de Ingeniería Tandon de la Universidad de Nueva York), donde obtuvo una maestría en química y un doctorado en química de materiales, centrándose en el autoensamblaje molecular de estructuras moleculares jerárquicas en superficies de oro.

### Carrera

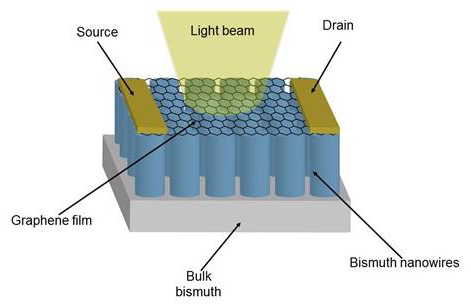
Esquema de un fotodetector a temperatura ambiente que utiliza conjuntos de nanocables de bismuto semimetálicos y grafeno publicado por Brower-Thomas y sus colegas.

Fue becaria de investigación postdoctoral en el Laboratorio de Investigación Naval de Estados Unidos. Como parte de su investigación postdoctoral, formó parte de un proyecto que construyó redes moleculares eléctricamente conductoras utilizando el virus del mosaico del caupí diseñado con residuos de cistina superficiales para anclar nanopartículas de oro. Después de su puesto postdoctoral, fue consultora de DARPA y del Departamento de Seguridad Nacional.
Regresó a la Universidad Howard en 2007, inicialmente trabajando junto a Gary Lynn Harris como mentora de estudiantes de pregrado. Se convirtió en Directora de Educación en el Centro de Materiales Cuánticos Integrados, una colaboración financiada por la Fundación Nacional de Ciencias entre la Universidad de Harvard, la Universidad Howard, el Instituto de Tecnología de Massachusetts y el Museo de Ciencias de Boston. También se convirtió en directora ejecutiva de la sucursal de la Universidad Howard. Su programa de investigación incluye el autoensamblaje molecular, funcionalización de superficies, deposición química de vapor e intercalación química de materiales 2D. A partir de 2022, también tiene un nombramiento como profesora visitante en la Universidad de Harvard.
Es conocida por su trabajo en educación CTIM. Ella enfatiza la educación CTIM temprana y el compromiso en la escuela secundaria y niveles anteriores, con el fin de mantener el interés en las carreras CTIM, especialmente por parte de mujeres y personas de color. Ha dicho que la falta de acceso a recursos en las escuelas que atienden a comunidades desatendidas podría causar una versión cuántica de la brecha digital. También enfatiza la interdisciplinariedad de la información cuántica como campo.